# Allodiplogaster henrichae
Allodiplogaster henrichae är en rundmaskart. Allodiplogaster henrichae ingår i släktet Allodiplogaster och familjen Diplogasteridae. Inga underarter finns listade i Catalogue of Life.